# AquaCity Pikes
AquaCity Pikes (taktéž: Popradské šťuky) byl slovenský klub ledního hokeje, který sídlil ve městě Poprad v Prešovském kraji. Založen byl v roce 2023, po dohodě o spolupráci mezi HK Levice s HK Poprad. Levický klub informoval o situaci a ohrožení fungování klubu ohledně rekonstrukce zimního stadionu. Popradský klub navrhl projekt přestěhování klubu do Popradu a setrvání v druhé nejvyšší slovenské soutěži. Klub dostal název Popradské šťuky, marketingovým názvem AquaCity Pikes. HK Poprad oficiálně oznámil, že AquaCity Pikes bude jejich farmářský celek. Spolupráce trvala pouze jednu sezónu, v jejíž základní části celek skončil na 10. místě, a během léta 2024 se klub přesunul zpět do Levic.

## Přehled ligové účasti
Stručný přehled
- 2023- : 1. slovenská hokejová liga (2. ligová úroveň ve Slovensku)

Jednotlivé ročníky
| Slovensko (2023–) |         |           |          |                                                       |          |
| Sezóny            | Soutěž  | Úroveň    | ZČ       | Play-off, nadstavba, sk. o udržení...                 | Poznámky |
| 2023/2024         | 1. liga | 2. úroveň | 10.místo | Předkolo (prohra 1:3 na zápasy s Modré krídla Slovan) |          |

Legenda: ZČ - základní část, červené podbarvení - sestup, zelené podbarvení - postup, fialové podbarvení - reorganizace, změna skupiny či soutěže